# Hermann Rietschel

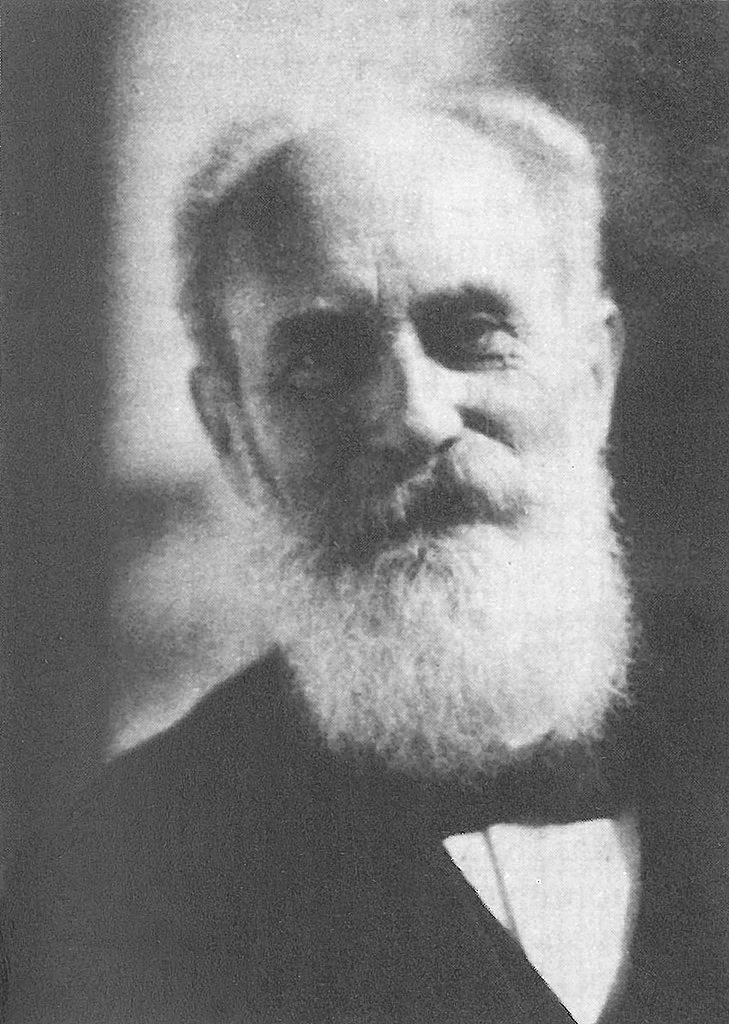
Hermann Rietschel

Hermann Immanuel Rietschel, född 19 april 1847 i Dresden, död 18 februari 1914 i Berlin, var en tysk ingenjör. Han var son till Ernst Rietschel och bror till Georg Rietschel.
Rietschel blev efter flerårig praktisk ingenjörsverksamhet 1885 professor i ventilations- och uppvärmningslära vid tekniska högskolan i Berlin, från vilken post han 1910 tog avsked. Rietschel, som författade flera större arbeten och en mängd fackavhandlingar i sitt ämne, invaldes 1913 som utländsk ledamot av svenska Vetenskapsakademien.